# Festuca campestris
Festuca campestris är en gräsart som beskrevs av Per Axel Rydberg. Festuca campestris ingår i släktet svinglar, och familjen gräs. Inga underarter finns listade i Catalogue of Life.